# 去甲氯胺酮
去甲氯胺酮（英語： 或 N）是一种含氮有机氯化合物，分子式C
12H
14ClNO，是氯胺酮在体内的主要活性代謝產物，由酶CYP3A4催化而来，可进一步代谢为脱氢去甲氯胺酮或羟基去甲氯胺酮。